# Rolf Kühn (Musiker)

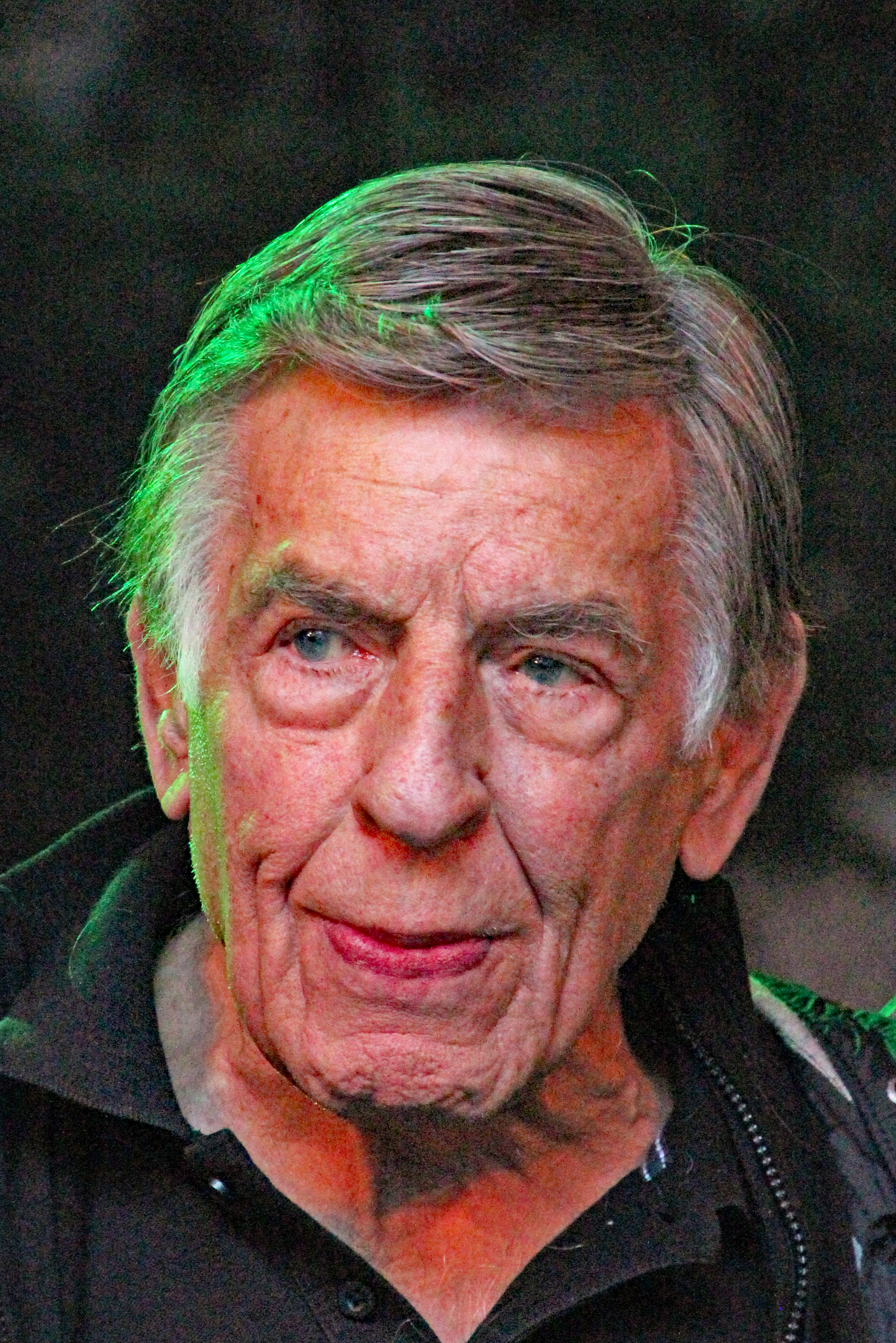
Rolf Kühn (2017)

Rolf Kühn (* 29. September 1929 in Köln; † 18. August 2022 in Berlin) war ein deutscher Jazzklarinettist, Komponist und Bandleader. Er gehörte zu den Jazzklarinettisten, die einen eigenen Stil entwickelt haben.

## Leben und Wirken
Seine Eltern waren Kurt und Grete Kühn, geborene Moses. Sie hatten sich in Köln kennengelernt, wo die Mutter im Kaufhaus an der Kasse arbeitete; sie heirateten 1929. Seine Mutter war Jüdin, ihr Zigarrengeschäft wurde in der Reichspogromnacht zerstört. Weil sein Vater sich nicht scheiden lassen wollte, wurde dieser aus der Reichstheaterkammer ausgeschlossen und musste für die Organisation Todt arbeiten. Sein Sohn Rolf wuchs in Leipzig-Lindenau auf und lernte ab 1937 das Klavierspiel. Bereits in jungen Jahren wurde er auch mit Musiktheorie und Kompositionslehre vertraut. 1941 unterrichtete ihn Hans Berninger, der zu diesem Zeitpunkt Solo-Klarinettist des Gewandhausorchesters in Leipzig war. Weil er als sogenannter Halbjude nicht die Musikhochschule besuchen durfte, wurde er heimlich von Privatlehrern unterrichtet. Durch Jutta Hipp lernte er erstmals den Jazz kennen. Hipp spielte ihm im Haus ihrer Eltern eine V-Disc von Benny Goodman vor. Im Alter von 16 Jahren spielte er Klavier in der Opernballettschule. Im Alter von 17 Jahren wurde Kühn 1946 Saxophonist und Klarinettist beim neu gegründeten Sender Leipzig des Mitteldeutschen Rundfunks. Als Solist spielte er unter Kurt Henkels im Rundfunk-Tanzorchester Leipzig, der führenden Bigband der Sowjetzone, gemeinsam mit dem Startrompeter Horst „Hackl“ Fischer und dem Schlagzeuger und späteren Chef eines eigenen Orchesters Fips Fleischer.
Nach einem kurzen Aufenthalt bei Eugen Henkel wurde Kühn nach 1950 Erster Saxofonist des RIAS Tanzorchesters in Berlin. 1954 wurde Kühn bei einem europäischen Jazz-Wettbewerb erstmals als „Bester Klarinettist“ ausgezeichnet und konnte diesen Preis auch in den folgenden beiden Jahren verteidigen.
1956 übersiedelte Kühn nach Amerika, gastierte in New York mit Caterina Valente. Dort traf er auch auf den Produzenten von Columbia Records John Hammond, der dem aufstrebenden Nachwuchskünstler eine erste Schallplatte unter eigenem Namen ermöglichte. Er stellte eine eigene Begleitgruppe für ihn zusammen, mit der er u. a. im New Yorker Birdland, im Chicagoer Blue Note und beim Newport Jazz Festival zu hören war. Von 1958 bis 1962 spielte Kühn im Orchester von Benny Goodman und – als Nachfolger von Buddy DeFranco – anderthalb Jahre als Solo-Klarinettist bei Tommy Dorsey.
1962 kehrte Rolf Kühn nach Deutschland zurück, wo er sogleich Leiter des NDR-Fernsehorchesters in Hamburg wurde. Neben seiner Tätigkeit als Orchesterleiter agierte Kühn auch mit Albert Mangelsdorff und anderen als Solist der „German Allstars“, mit denen er auch eine ausgedehnte Südamerika-Tournee unternahm. Gleichzeitig entstanden ab den 1960er Jahren zahlreiche Schallplattenveröffentlichungen als Leader und Sideman auf renommierten Labeln wie Polydor, Vanguard Records, Brunswick Records, Amiga, Intercord, Impulse! Records und natürlich MPS.
Seit 1966 hielt sich Rolf Kühns 14 Jahre jüngerer und zuvor in Leipzig lebender Bruder, der Pianist Joachim Kühn, ebenfalls im Westen Deutschlands auf. Mittels einer Einladung nach Wien hatte sein Bruder ihn aus der DDR freibekommen. Die Brüder traten seitdem immer wieder gemeinsam auf (zunächst von Joachim Ernst Berendt, dann von Klaus Lorenzen produziert).
Das musikalische Spektrum von Rolf Kühn umfasst seit den 1960er Jahren neben klassischem Jazz auch Free Jazz und Jazzrock. Kühn wandte sich seitdem auch zunehmend der Kompositions- und Dirigentenarbeit zu und übernahm die musikalische Leitung verschiedener Theaterhäuser, so auch des Berliner Theater des Westens.

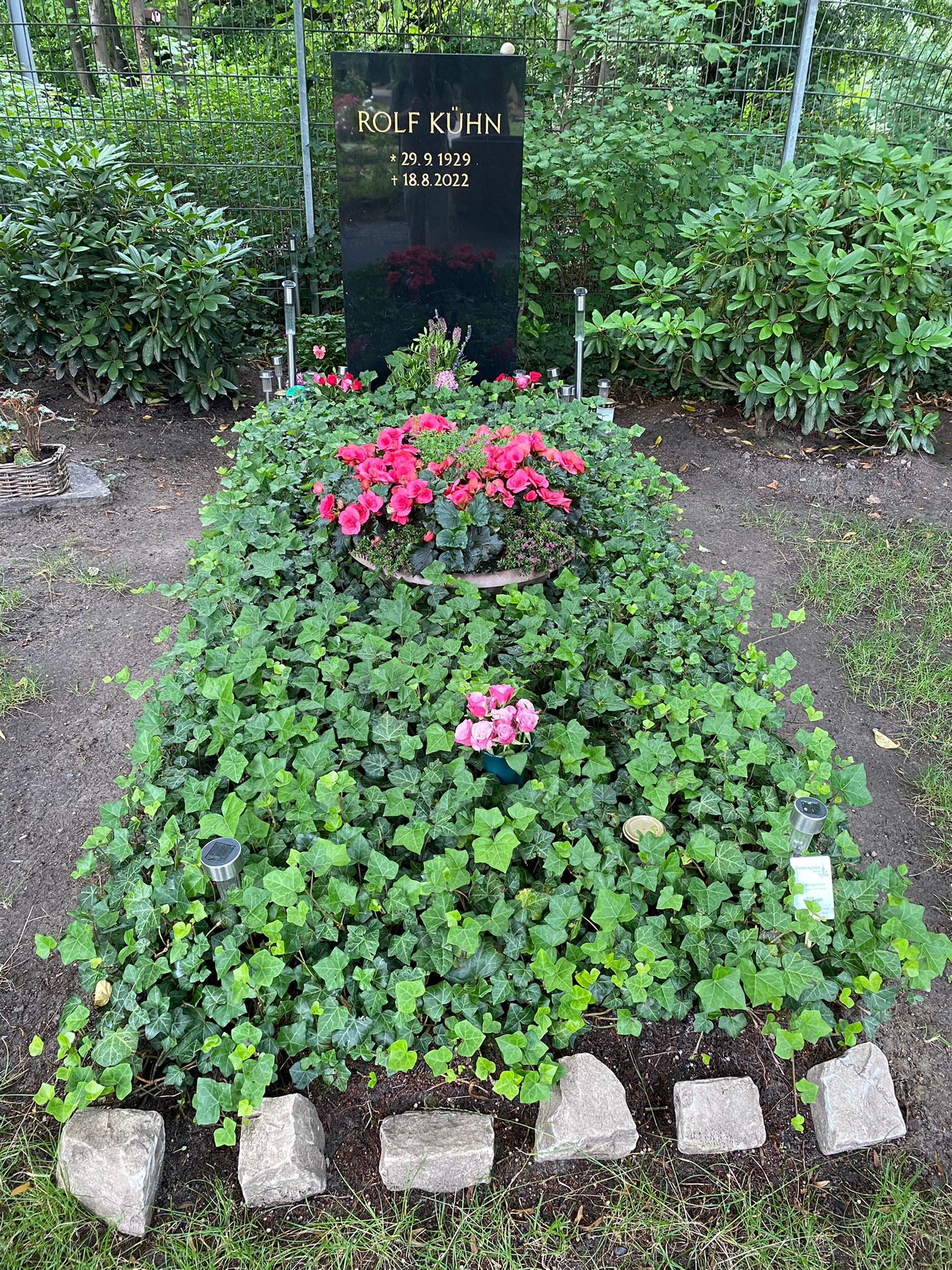
Grabstätte auf dem Friedhof Wilmersdorf

Ab Ende der 1960er Jahre komponierte er verstärkt für Filme wie etwa Das gelbe Haus am Pinnasberg, Perrak, Der Todesrächer von Soho oder Dr. M schlägt zu und legendäre Fernsehserien wie PS, Tatort und Derrick, nahm aber auch gelegentlich für Library-Labels wie Selected Sound auf.
Rolf Kühn war mit der deutschen Schauspielerin Judy Winter verheiratet.
Die Brüder Kühn gehören zu den profiliertesten und erfolgreichsten deutschen Jazz-Musikern. Allerdings steht die eher geringe Anzahl der Auszeichnungen, die sie innerhalb der letzten 40 Jahre erhalten haben, so 2011 den Jazz-Echo-Preis und 2018 die German Jazz Trophy 2018 für ihr Lebenswerk, im Gegensatz zu der Vielzahl der Veröffentlichungen, auf denen sie einzeln oder gemeinsam zu hören sind. Der Kritiker Michael Rüsenberg meint sogar, er sei „der Philip Roth des deutschen Jazz“, weil er keine wirklich nennenswerte Auszeichnung erhalten habe.
2008 gründete Rolf Kühn mit Christian Lillinger, Ronny Graupe und Johannes Fink das Ensemble Rolf Kühn & Tri-O. Mit dieser working band trat er anschließend bundesweit auf und legte weiterhin neue Alben vor. Auch als fast 90-Jähriger übte Kühn laut eigener Aussage noch täglich zwei Stunden auf seinem Instrument.
Kühn starb im August 2022 in Berlin. Seinen letzten Auftritt hatte er am 4. Juni 2022 in der Elbphilharmonie in Hamburg im Rahmen des Elbjazz-Festivals. Posthum erhielt er mit seinem Bruder Joachim den Deutschen Jazzpreis 2023 für sein Lebenswerk. Im Dezember 2024 wurde posthum sein letztes Studioalbum Fearless veröffentlicht.
Rolf Kühn ruht auf dem Friedhof Wilmersdorf.

## Diskografische Anmerkungen
Alben als Leader
- 1957 Streamline
- 1959 Rolf Kühn Quartet
- 1961 Rolf Kühn & His Sound Of Jazz
- 1961 King Sized Clarinet
- 1962 Featuring Klaus Doldinger (Mit Klaus Doldinger)
- 1964 Solarius
- 1965 Reunion in Berlin (Mit Joachim Kühn)
- 1965 Transfiguration (Mit Joachim Kühn)
- 1967 Impressions Of New York (Mit Joachim Kühn)
- 1968 The Mad Rockers (Mit Joachim Kühn)
- 1969 The Bloody Rockers (Mit Joachim Kühn)
- 1969 Rolf Kühn Sextett
- 1969 Monday Morning
- 1970 Internationales New Jazz Meeting Auf Burg Altena (Mit Joachim Kühn)
- 1970 Going To The Rainbow
- 1971 Devil In Paradise
- 1971 2. Internationales New Jazz Meeting Auf Burg Altena (Mit Joachim Kühn)
- 1971 Happy Discothek
- 1971 New Happy Discothek
- 1972 The Day After
- 1974 Connection 74
- 1974 Cinemascope
- 1975 Total Space
- 1978 Symphonic Swampfire
- 1980 Cucu Ear
- 1982 Don’t Split
- 1989 As Time Goes By
- 1993 Big Band Connection
- 1994 Brothers (Mit Joachim Kühn)
- 1997 Affairs
- 1998 Music For Two Brothers (Mit Joachim Kühn)
- 1998 The Three Sopranos (Mit Buddy DeFranco und Eddie Daniels)
- 1999 Inside Out
- 1999 Internal Eyes
- 2002 Smile
- 2003 Love Stories (Mit Joachim Kühn)
- 2006 Bouncing With Bud
- 2006 Eastberlin 1966 (Mit Joachim Kühn)
- 2008 Rollercoaster
- 2009 More, More, More & More
- 2009 Close Up
- 2012 Lifeline (Mit Joachim Kühn)
- 2014 Stop Time!
- 2014 Timeless Circle
- 2014 Perrak
- 2015 Stereo
- 2016 Spotlights
- 2018 Yellow + Blue
- 2019 The Best Is Yet To Come (MPS, 9LP-Box)[10]
enthält die Alben:
  - Total Space (1975)
  - Symphonic Swampfire (1979)
  - Cucu Ear (1980)
  - Stereo (2015) erstmals auf Vinyl
  - Spotlights (2016) erstmals auf Vinyl
  - Yellow + Blue (2018) erstmals auf Vinyl
  - Rolf + Joachim Kühn – Live: Berlin ’66 / Newport ’67 (2019) exklusiv in dieser Box
- 2024 Fearless

Mitwirkung als Sideman
- 1954 Various – Das „Is“ Jazz
- 1957 Eddie Costa – Eddie Costa Trio With Rolf Kühn And Dick Johnson
- 1957 John Coltrane – Winner’s Circle
- 1958 Toshiko Akiyoshi – United Notions
- 1962 Horst Jankowski, Rolf Kühn & Wolfgang Schlüter: Gäste bei Horst Jankowski
- 1960 Urbie Green – The Persuasive Trombone Of Urbie Green
- 1961 The Nutty Squirrels – Bird Watching
- 1964 NDR Jazz Workshop – Konzert im jungen Forum '64
- 1965 Friedrich Gulda – Music For 4 Soloists And Band
- 1967 Gunther Schuller – Jazz At The Opera
- 1968 German All Stars – Live At The Domicile Munich
- 1969 Nana Gualdi – Make Love
- 1970 Joachim Kühn – Born Free
- 1972 Horst Jankowski – Follow Me
- 1976 Nana Gauldi – Sei Lieb zu mir
- 1978 Chick Corea – Creation
- 1979 Judy Winter – Sie zu ihm
- 1991 Eartha Kitt – Thinking Jazz
- 1996 Connie Bauer – Generations From East Germany
- 1996 European Jazz Ensemble – 20th Anniversary Tour
- 2000 Various – Deutsches Jazz Festival Frankfurt 1954/55
- 2007 Various – Best Of Newport 1957
- 2008 Charlie Shavers & Coleman Hawkins – A Famous Jazz Party 1958
- 2013 Oscar Pettiford – Lost Tapes
- 2015 Jutta Hipp – Hipp is cool – The Life and Art of Jutta Hipp

## Filmografie (als Komponist, Auswahl)
- 1954: Geld aus der Luft
- 1970: Perrak
- 1970: Hochzeitsnacht-Report
- 1972: Frühreife Betthäschen
- 1972: Der Todesrächer von Soho
- 1972: Dr. M schlägt zu
- 1972–1973: Algebra um Acht
- 1973: Zinksärge für die Goldjungen
- 1975: Kommissariat 9
- 1975–1979: PS – Geschichten ums Auto
- 1977–1981 Sonne, Wein und harte Nüsse

## Auszeichnungen
- 2013 Berliner Bär (B.Z.-Kulturpreis)
- 2023 Deutscher Jazzpreis

## Dokumentarfilm
- Brüder Kühn – Zwei Musiker spielen sich frei (Regie: Stephan Lamby, 2019)